# Extensió (fitxer)

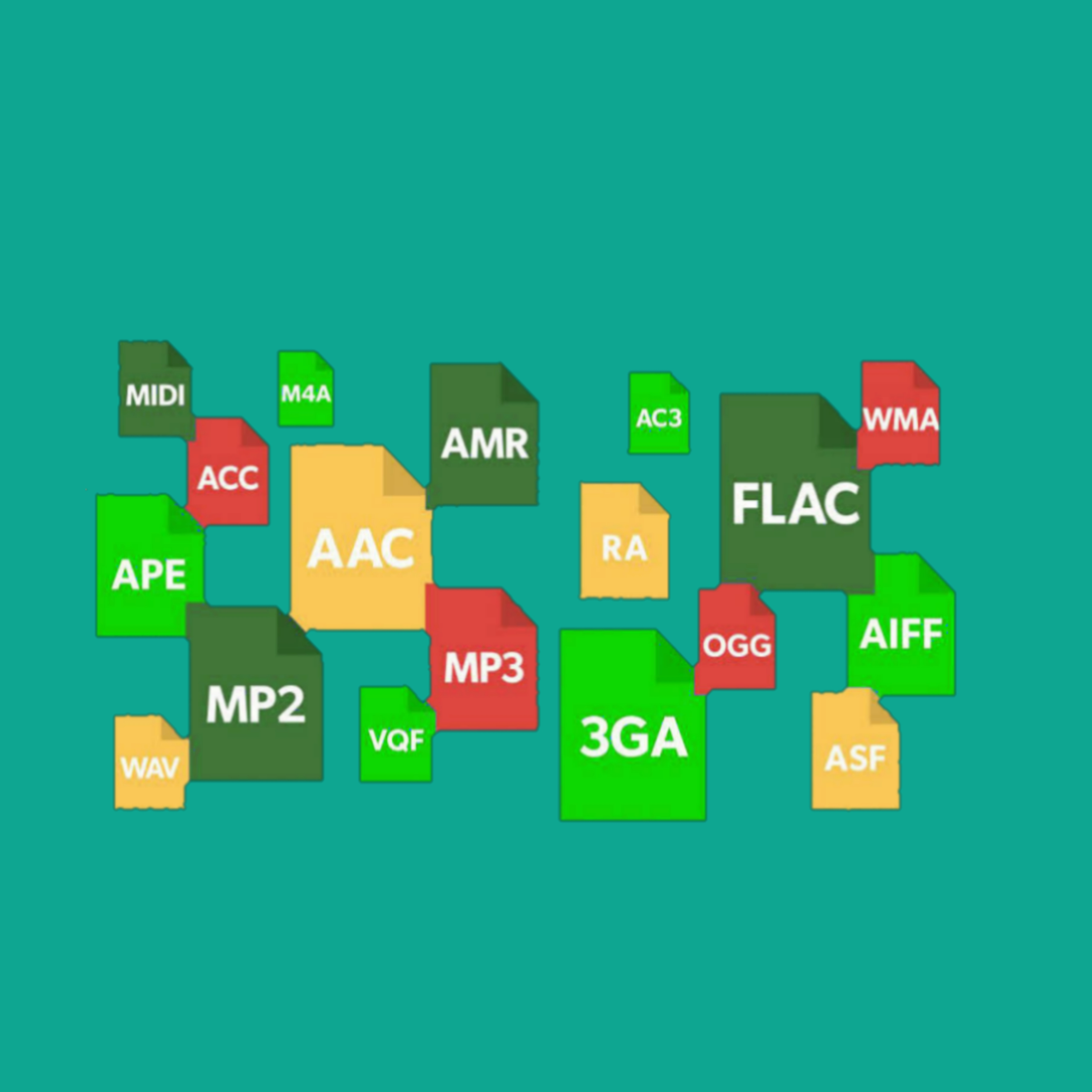
Extensions de fitxer d'àudio

Una extensió d'un fitxer és un sufix (normalment separat per un punt o un espai a la base del nom del fitxer) que s'utilitza per indicar-ne la codificació (format de fitxer) o el seu el contingut. Alguns exemples d'extensions són: .png, .jpeg, .exe, .dmg i .txt.
Alguns sistemes de fitxers imposen un límit a l'extensió del fitxer (p. ex., FAT d'MS-DOS tradicionalment no permetia més de 3 caràcters), mentre que d'altres no (com ara NTFS). Cal tenir present que, a diferència d'altres, els sistems de fitxers d'Unix consideren el punt també com a caràcter vàlid en el nom del fitxer no només com a separador.

## Alternatives
Atès que en el context de les xarxes informàtiques en comptes de treballar amb fitxers es treballa amb fluxos de dades, molts protocols d'Internet (com ara l'HTTP o el MIME) marquen el tipus de contingut (tipus MIME) mitjançant una línia a l'inici del flux. Per exemple, per a text pla:
```
Content-type: text/plain
```